# Szent Lajos-sziget
A Szent Lajos-sziget (franciául Île Saint-Louis) egyike a francia Szajnán Párizsban található két természetes szigetnek. Szomszédos a Cité-szigettel, amellyel a Szent Lajos híd köti össze. Nevét IX. Lajos francia királyról kapta, aki 1226. november 8-tól 1270. augusztus 25-ig uralkodott.
A sziget Párizs 4. kerületében található, 4453 lakossal.

## Története
Franciaország egyik első várostervezési példája. IV. Henrik és XIII. Lajos 17. századi uralkodása alatt alakították ki. Csupán egyirányú utcái vannak, valamint két buszmegállója. A sziget nagy része lakóterület, de az utcákon több étterem, szálloda, üzlet, kávézó és fagylaltozó, valamint egy nagy templom is található.
A Szent Lajos-sziget eredetileg két természetes sziget volt, a Notre Dame-sziget (amely e kettő közül a nagyobb volt) és az Aux Vaches szigete, melyeket egyesítettek.

## Hidak
A szigetet a környezettel összekötő hidak:
- Szent Lajos híd a Cité-szigettel
- Tournelle híd a folyó déli partjával
- Lajos Fülöp és Mária hidak a folyó északi partjával
- Sully híd mindkét partról